# San Marino op de Olympische Jeugdwinterspelen 2012
San Marino was een van de landen die deelnamen aan de Olympische Jeugdwinterspelen 2012 in Innsbruck, Oostenrijk.

## Deelnemers en resultaten
(m) = mannen, (v) = vrouwen 

### Alpineskiën
| Olympiër            | Onderdeel        | Resultaat | Prestatie                           |
| ------------------- | ---------------- | --------- | ----------------------------------- |
| Vincenzo Michelotti | reuzenslalom (m) | 36e       | 2.12,78 (+21,08) (1.11,34, 1.01,44) |
| Vincenzo Michelotti | slalom (m)       | -         | - (-) (48,67, DNF)                  |